# Папеете
Папеете (фр. Papeete, таїт. Pape'ete) — столиця Французької Полінезії, розташована на острові Таїті, який належить до архіпелагу Островів Товариства. Кількість населення в самому Папеете становить 26 тисяч жителів, але в його агломерації нараховується 130 тисяч жителів (на 2002 рік).
Місіонер Вільям Крук був 1818 року першим європейцем, який поселився в районі сучасного Папеете. Таїтянська королева Помаре IV також поселилась в цьому місці й оголосила його 1830 року столицею. Папеете став регіональним центром торгівлі й транспорту. Після колонізації Францією і створення протекторату 1842 року Папеете залишився столицею. 1884 року пожежа зруйнувала більшу частину міста, а 1906 року великої шкоди завдав циклон.
З 1891 в Папеете проживав Поль Гоген. Після короткочасного (1893—1895) повернення у Францію через хвороби і відсутність засобів він назавжди виїжджає в Океанію — спочатку на Таїті, а 1901 року на острів Хіва-Оа (Маркізькі острови).

## Клімат
Місто розташоване у зоні, котра характеризується вологим тропічним кліматом. Найтепліший місяць — січень із середньою температурою 26.7 °C (80 °F). Найхолодніший місяць — червень, із середньою температурою 25 °С (77 °F).
| Клімат Папеете          | Клімат Папеете | Клімат Папеете | Клімат Папеете | Клімат Папеете | Клімат Папеете | Клімат Папеете | Клімат Папеете | Клімат Папеете | Клімат Папеете | Клімат Папеете | Клімат Папеете | Клімат Папеете | Клімат Папеете |
| Показник                | Січ.           | Лют.           | Бер.           | Квіт.          | Трав.          | Черв.          | Лип.           | Серп.          | Вер.           | Жовт.          | Лист.          | Груд.          | Рік            |
| Абсолютний максимум, °C | 33             | 33             | 33             | 33             | 32             | 32             | 31             | 31             | 32             | 32             | 33             | 33             | 33             |
| Середній максимум, °C   | 31             | 31             | 31             | 31             | 30             | 30             | 30             | 30             | 30             | 30             | 31             | 31             | 31             |
| Середня температура, °C | 26             | 26             | 26             | 26             | 25             | 25             | 25             | 25             | 25             | 25             | 26             | 26             | 26             |
| Середній мінімум, °C    | 22             | 22             | 22             | 22             | 21             | 20             | 20             | 20             | 20             | 21             | 21             | 22             | 21             |
| Абсолютний мінімум, °C  | 19             | 19             | 19             | 19             | 18             | 16             | 16             | 16             | 16             | 16             | 17             | 18             | 16             |
| Норма опадів, мм        | 330            | 290            | 160            | 170            | 120            | 80             | 60             | 40             | 50             | 80             | 160            | 300            | 1880           |
| Днів з дощем            | 17             | 16             | 13             | 13             | 12             | 8              | 7              | 6              | 6              | 8              | 13             | 16             | 141            |
| Вологість повітря, %    | 80             | 80             | 81             | 82             | 81             | 82             | 80             | 81             | 79             | 78             | 79             | 80             | 80             |
| ----------------------- | -------------- | -------------- | -------------- | -------------- | -------------- | -------------- | -------------- | -------------- | -------------- | -------------- | -------------- | -------------- | -------------- |
| Джерело: Weatherbase    |                |                |                |                |                |                |                |                |                |                |                |                |                |